# Santo Tirso
Santo Tirso (pronunțare în portugheză: [ˈsɐ̃tu ˈtiɾsu]) este municipalitate situată în partea de nord a zonei metropolitane  a Districtului Porto, la 25 km de centrul orașului Porto, Portugalia. 